# 诺滕斯多夫
诺滕斯多夫是德国下萨克森州的一个市镇。总面积7.14平方公里，总人口1442人，其中男性720人，女性722人（2011年12月31日），人口密度202人/平方公里。